# Климатино (Ленинградская область)
Климатино — деревня в Новосельском сельском поселении Сланцевского района Ленинградской области России.

## История
Деревня Климатина упоминается на карте Санкт-Петербургской губернии Ф. Ф. Шуберта 1834 года.

КЛИМАТИНО — деревня принадлежит наследникам господина Поршнякова, число жителей по ревизии: 29 м. п., 32 ж. п. (1838 год)

КЛИМАТИНА — деревня госпожи Орловой, по просёлочной дороге, число дворов — 9, число душ — 26 м. п. (1856 год)

КЛИМАТИНО — деревня владельческая при колодце, число дворов — 9, число жителей: 23 м. п., 21 ж. п.; Часовня православная. (1862 год) 

В XIX — начале XX века деревня административно относилась к Выскатской волости 1-го земского участка 1-го стана Гдовского уезда Санкт-Петербургской губернии.
Согласно Памятной книжке Санкт-Петербургской губернии 1905 года деревня входила в Малышевское сельское общество.
- Деревня Климатино на карте 1919 года

Согласно карте Петроградской и Эстляндской губерний 1919 года деревня называлась Климатина.
По данным 1933 года деревня Климатино входила в состав Новосельского сельсовета Рудненского района.
По состоянию на 1 августа 1965 года деревня Климатино входила в состав Новосельского сельсовета Кингисеппского района.
По данным 1973 и 1990 годов деревня Климатино входила в состав Новосельского сельсовета Сланцевского района.
В 1997 году в деревне Климатино Новосельской волости проживали 5 человек, в 2002 году — 7 человек (все русские).
В 2007 году в деревне Климатино Новосельского СП проживали 7 человек, в 2010 году — 6 человек.

## География
Деревня расположена в юго-восточной части района на автодороге 41К-782 (Новоселье — Засторонье).
Расстояние до административного центра поселения — 1,5 км.
Расстояние до ближайшей железнодорожной платформы Сланцы — 36 км.
К северу от деревни протекает один из притоков реки Руя.

## Демография
| 1862 | 2007 | 2010 | 2017 |
| ---- | ---- | ---- | ---- |
| 44   | ↘7   | ↘6   | ↗15  |